# Manual diagnóstico y estadístico de los trastornos mentales
El Manual diagnóstico y estadístico de los trastornos mentales o MDE (en el original en inglés, Diagnostic and Statistical Manual of Mental Disorders o DSM), editado por la Asociación Estadounidense de Psiquiatría (en inglés, American Psychiatric Association [APA]), es un sistema de clasificación de los trastornos mentales que proporciona descripciones de las categorías diagnósticas, con el fin de que los clínicos e investigadores de las ciencias de la salud puedan diagnosticar, estudiar, intercambiar información y tratar los distintos trastornos. Es utilizado por investigadores, agencias reguladoras de medicación psiquiátrica, compañías de seguros de salud, empresas farmacéuticas, el sistema judicial y responsables de políticas públicas. Algunos profesionales de la salud mental usan el manual para determinar y comunicar un diagnóstico tras la evaluación de un paciente.
Hospitales, clínicas y aseguradoras en Estados Unidos pueden requerir un diagnóstico DSM para todos los pacientes con trastornos mentales. Investigadores en salud utilizan el DSM para categorizar pacientes con fines científicos.
El DSM evolucionó a partir de sistemas para recopilar estadísticas censales y hospitalarias psiquiátricas, así como de un manual del Ejército de los Estados Unidos. Las revisiones desde su primera publicación en 1952 han incrementado gradualmente el número total de trastornos mentales, eliminando aquellos que ya no se consideran como tales.
Las ediciones recientes del DSM han sido elogiadas por estandarizar el diagnóstico psiquiátrico basado en evidencia empírica, en contraste con la nosología orientada a teorías (rama de la medicina que se ocupa de la clasificación de enfermedades) utilizada en el DSM-III.[cita requerida] Sin embargo, también ha generado controversias y críticas, incluyendo cuestionamientos sobre la fiabilidad y validez de muchos diagnósticos; el uso de divisiones arbitrarias entre la enfermedad mental y la "normalidad"; posible sesgo cultural; y la medicalización del sufrimiento humano. La misma APA ha publicado que la fiabilidad entre evaluadores es baja para muchos diagnósticos del DSM-5, incluyendo el trastorno depresivo mayor y el trastorno de ansiedad generalizada.
Su última edición es DSM-5-TR, publicada en marzo de 2022.

## Definición detrastorno
Según el DSM-IV-TR (la cuarta edición revisada del manual), los trastornos son una clasificación de categorías no excluyente, basada en criterios con rasgos definitorios. Los autores del manual admiten que no existe una definición que especifique adecuadamente los límites del concepto, y que se carece de una definición operacional consistente que englobe absolutamente todas las posibilidades. Un trastorno es un patrón comportamental o psicológico de significación clínica que, cualquiera que sea su causa, es una manifestación individual de una disfunción psicológica o biológica. Esta manifestación se considera síntoma cuando aparece asociada a un malestar (por ejemplo, el dolor), a una discapacidad (por ejemplo, el deterioro en un área de funcionamiento) o a un riesgo significativamente aumentado de morir o de sufrir dolor, discapacidad o pérdida de libertad.[cita requerida]
Existen pruebas de que los síntomas y el curso de un gran número de trastornos están influidos por factores étnicos y culturales[cita requerida]. No hay que olvidar que la categoría diagnóstica es sólo el primer paso para el adecuado plan terapéutico, el cual necesita más información que la requerida para el diagnóstico.
Por ejemplo, la definición de ludopatía o pedofilia como trastorno mental responde exclusivamente a un objetivo clínico de investigación, lo cual la hace irrelevante al pronunciarse sobre el tema legal de responsabilidad penal. Esta definición no significa incapacidad mental o incompetencia ni falta de intencionalidad.

## Historia y contexto
El DSM, en su primera versión (DSM-I), al igual que la Clasificación Internacional de Enfermedades (CIE), surgió de la necesidad de confeccionar una clasificación de trastornos mentales consensuada, debido al escaso acuerdo respecto a qué contenidos debería incluir y, también, respecto al método de conformación por parte de los psiquiatras y psicólogos. Algunos eventos importantes para la creación del DSM fueron los siguientes:
- La necesidad de recolectar datos estadísticos en relación con los trastornos mentales, para el censo de 1940 en los Estados Unidos.
- El trabajo conjunto de la Asociación Estadounidense de Psiquiatría (APA) y la Academia de Medicina de Nueva York para la elaboración de una nomenclatura aceptable para todo el país (para pacientes con enfermedades psiquiátricas graves y neurológicas).
- El Ejército de los Estados Unidos, por su parte, confeccionó en paralelo una nomenclatura más amplia, que permitiera incluir enfermos de la Segunda Guerra Mundial.
- Por primera vez el CIE, en su sexta edición, incluyó un apartado sobre trastornos mentales.

Fue así como en 1952 surgió la primera edición, DSM-I, como una variante del CIE-6. Debido a los desacuerdos que siguieron presentándose tanto respecto al DSM como respecto al CIE, se fueron generando nuevas versiones de cada uno. El DSM publicó la versión revisada del DSM-IV (DSM-IVR), y el CIE utiliza la versión CIE-10.
Para la elaboración del DSM-IV, se conformaron 13 grupos de trabajo, responsables cada uno de una sección del manual. Cada grupo estuvo constituido por 5 o más miembros, y sus opiniones eran analizadas por entre 50 y 100 consejeros (representantes de un amplio abanico de perspectivas y experiencias). Los grupos informaban a un comité elaborador, que constaba de 27 miembros (muchos de los cuales también presidían algún equipo particular).
Un aspecto importante en la realización de esta versión fue el ponerse en contacto con los equipos que elaboraron el CIE-10, con el objeto de hacer que se generara la mayor compatibilidad posible entre ambos documentos.

## Primeras versiones (sigloXX)

### DSM-I (1952)
El Comité de Nomenclatura y Estadísticas de la APA recibió el encargo de desarrollar una versión del Medical 203 específicamente para su uso en los Estados Unidos, con el fin de estandarizar el uso diverso y confuso de diferentes documentos. En 1950, el comité de la APA emprendió una revisión y consulta. Circuló una adaptación del Medical 203, la nomenclatura del Standard, y las modificaciones del sistema del VA a aproximadamente el 10 % de los miembros de la APA. El 46 % de los miembros respondió, y el 93 % aprobó los cambios. Tras algunas revisiones adicionales, el Manual Diagnóstico y Estadístico de los Trastornos Mentales fue aprobado en 1951 y publicado en 1952. La estructura y el marco conceptual eran los mismos que en el Medical 203, y muchos pasajes del texto eran idénticos. El manual tenía 130 páginas y enumeraba 106 trastornos mentales. Estos incluían varias categorías de "trastornos de la personalidad", generalmente diferenciados de la "neurosis" (nerviosismo, egodistónico).
El prólogo de esta edición se describe a sí mismo como una continuación del Manual Estadístico para el Uso de Hospitales de Enfermedades Mentales. A cada diagnóstico se le asignó un código equivalente en la CIE-6, cuando era aplicable.

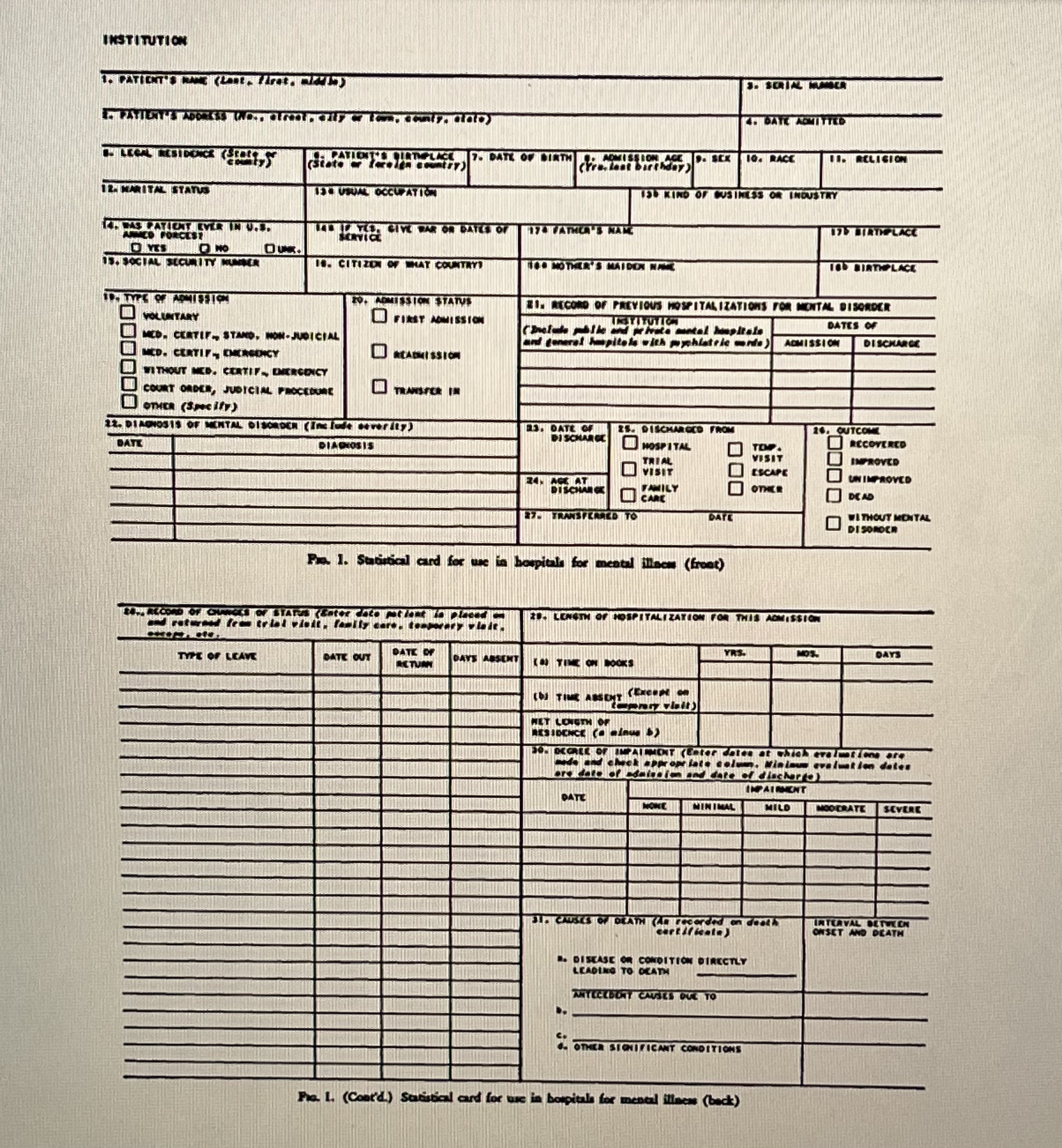

El DSM-I se centra en tres clases de síntomas: psicóticos, neuróticos y conductuales. Dentro de cada clase de trastorno mental, se proporciona información para diferenciar condiciones con síntomas similares. Bajo cada categoría amplia (por ejemplo, "Trastornos Psiconeuróticos" o "Trastornos de la Personalidad"), se listan todos los diagnósticos posibles, generalmente desde el menos hasta el más grave. La versión de 1952 también incluye secciones que detallan cómo registrar los trastornos de los pacientes junto con sus datos demográficos. El formulario incluye información como la zona de residencia del paciente, estado de admisión, fecha/condición de alta y la gravedad del trastorno. Véase la Figura 1 para el formulario que se pedía usar a los psiquiatras para registrar información diagnóstica preliminar.
Además, la APA incluyó la homosexualidad en el DSM como una perturbación de la personalidad sociopática. Homosexuality: A Psychoanalytic Study of Male Homosexuals, un estudio a gran escala de 1962 realizado por Irving Bieber y otros autores, se usó para justificar su inclusión como un supuesto miedo patológico oculto hacia el sexo opuesto causado por relaciones traumáticas entre padres e hijos. Esta visión fue influyente en la profesión médica. Sin embargo, en 1956, la psicóloga Evelyn Hooker realizó un estudio que comparaba la felicidad y el ajuste emocional de hombres homosexuales autoidentificados con hombres heterosexuales, y no encontró diferencias. Su estudio sorprendió a la comunidad médica y la convirtió en una heroína para muchos hombres gay y lesbianas, pero la homosexualidad permaneció en el DSM hasta mayo de 1974.

### DSM-II (1968)
En los años 60 surgieron numerosos desafíos al concepto mismo de enfermedad mental. Estos desafíos vinieron de psiquiatras como Thomas Szasz, quien sostenía que la enfermedad mental era un mito usado para encubrir conflictos morales; de sociólogos como Erving Goffman, que afirmaban que la enfermedad mental era otro ejemplo de cómo la sociedad etiqueta y controla a los inconformistas; de psicólogos conductistas que desafiaban la dependencia fundamental de la psiquiatría en fenómenos no observables; y de activistas por los derechos homosexuales que criticaban la inclusión de la homosexualidad como trastorno mental por parte de la APA.
La APA estuvo estrechamente involucrada en la siguiente revisión importante de la sección de trastornos mentales de la CIE (versión 8 en 1968). Decidió entonces seguir adelante con una revisión del DSM, publicada ese mismo año. El DSM-II era similar al DSM-I, incluía 182 trastornos y tenía 134 páginas. Se eliminó el término "reacción", aunque se conservó el término "neurosis". Tanto el DSM-I como el DSM-II reflejaban la psiquiatría psicodinámica predominante, aunque ambos manuales también incluían perspectivas biológicas y conceptos del sistema de clasificación de Emil Kraepelin. Los síntomas no se especificaban con detalle para trastornos concretos. Muchos se consideraban reflejos de conflictos subyacentes amplios o reacciones desadaptativas a problemas vitales, basados en la distinción entre neurosis y psicosis (aproximadamente, ansiedad o depresión en contacto con la realidad, frente a alucinaciones o delirios desconectados de la realidad). Se incorporó conocimiento sociológico y biológico bajo un modelo que no enfatizaba una frontera clara entre la normalidad y la anormalidad. Se descartó la idea de que los trastornos de la personalidad no implicaran malestar emocional.
Un estudio publicado en Science en 1973, el experimento de Rosenhan, tuvo gran repercusión y se consideró un ataque a la eficacia del diagnóstico psiquiátrico. Un artículo influyente de 1974, escrito por Robert Spitzer y Joseph L. Fleiss, demostró que el DSM-II era una herramienta diagnóstica poco fiable. Spitzer y Fleiss descubrieron que diferentes profesionales que usaban el DSM-II rara vez coincidían al diagnosticar pacientes con problemas similares. Al revisar estudios previos sobre dieciocho categorías diagnósticas principales, concluyeron que "no hay categorías diagnósticas cuya fiabilidad sea uniformemente alta. La fiabilidad parece ser solo satisfactoria para tres categorías: deficiencia mental, síndrome cerebral orgánico (pero no sus subtipos) y alcoholismo. El nivel de fiabilidad es apenas aceptable para la psicosis y la esquizofrenia, y es pobre para las categorías restantes".

#### Séptima impresión del DSM-II (1974)
Según Ronald Bayer, psiquiatra y activista por los derechos homosexuales, las protestas específicas contra la APA comenzaron en 1970, cuando la organización celebró su convención en San Francisco. Los activistas interrumpieron a los oradores y ridiculizaron a los psiquiatras que consideraban la homosexualidad un trastorno mental. En 1971, el activista Frank Kameny colaboró con el colectivo Frente de Liberación Gay para manifestarse en la convención. Durante el evento, Kameny tomó el micrófono y gritó: "La psiquiatría es el enemigo encarnado. La psiquiatría ha librado una guerra de exterminio contra nosotros. Pueden considerar esto una declaración de guerra contra ustedes".
Estas protestas se desarrollaron en el contexto del movimiento antipsiquiatría, que también cuestionaba la legitimidad del diagnóstico psiquiátrico. Activistas antipsiquiatría protestaron en las mismas convenciones de la APA, compartiendo algunos lemas e ideas con los activistas homosexuales.
Teniendo en cuenta datos de investigadores como Alfred Kinsey y Evelyn Hooker, la séptima impresión del DSM-II, en 1974, ya no incluía la homosexualidad como categoría diagnóstica. Tras un voto de los fideicomisarios de la APA en 1973, confirmado por la membresía general en 1974, el diagnóstico fue reemplazado por la categoría de "trastorno de orientación sexual".

### DSM-III (1980)
La aparición del DSM-III representó un "salto cuántico" en términos de escala y alcance del manual. En 1974, se tomó la decisión de revisar el DSM, y el psiquiatra Robert Spitzer fue seleccionado como presidente del comité. El impulso inicial fue hacer que la nomenclatura del DSM fuera consistente con la de la Clasificación Internacional de Enfermedades (CIE). La revisión asumió un mandato mucho más amplio bajo la influencia y control de Spitzer y los miembros del comité que él eligió. Un objetivo adicional fue mejorar la uniformidad y validez del diagnóstico psiquiátrico tras diversas críticas, incluido el famoso experimento de Rosenhan. También se percibía la necesidad de estandarizar las prácticas diagnósticas dentro de Estados Unidos y con otros países, después de que investigaciones mostraran que los diagnósticos psiquiátricos diferían entre Europa y Estados Unidos. El establecimiento de criterios consistentes también buscaba facilitar el proceso regulatorio farmacéutico.
Los criterios adoptados para muchos trastornos mentales fueron influenciados por los Research Diagnostic Criteria (RDC) y los Criterios de Feighner, recientemente desarrollados por un grupo de psiquiatras orientados a la investigación en la Escuela de Medicina de la Universidad de Washington y el Instituto Psiquiátrico del Estado de Nueva York. Sin embargo, la influencia de psiquiatras clínicos, a menudo partidarios del psicoanálisis, seguía siendo fuerte. Otros criterios y posibles nuevas categorías de trastorno se establecieron mediante debate, discusión y consenso en reuniones del comité presidido por Spitzer. Un objetivo clave era basar la categorización en el inglés coloquial (para facilitar su uso por agencias federales), en lugar de asumir una causa, aunque su enfoque categórico seguía presuponiendo que cada patrón sintomático correspondía a una patología subyacente específica (un enfoque descrito como "neo-kraepeliniano"). La visión psicodinámica fue marginada, aunque aún influyente, en favor de un modelo regulatorio o legislativo centrado en síntomas observables. Un nuevo sistema "multiaxial" intentó ofrecer una imagen más apta para un censo estadístico poblacional, en lugar de un simple diagnóstico médico. Spitzer argumentó que "los trastornos mentales son un subconjunto de los trastornos médicos", pero el comité optó por esta declaración en el DSM: "Cada uno de los trastornos mentales se conceptualiza como un síndrome conductual o psicológico clínicamente significativo". Los trastornos de la personalidad se colocaron en el eje II junto con la "deficiencia mental".
El primer borrador del DSM-III estuvo listo en un año. Introdujo muchas nuevas categorías de trastorno, mientras eliminaba o modificaba otras. Recientemente han salido a la luz varios documentos inéditos que discuten y justifican los cambios. Ensayos de campo patrocinados por el Instituto Nacional de Salud Mental (NIMH) se llevaron a cabo entre 1977 y 1979 para evaluar la fiabilidad de los nuevos diagnósticos. Surgió una controversia por la eliminación del concepto de neurosis, pilar de la teoría y terapia psicoanalítica, pero considerado vago y no científico por el comité del DSM. Ante una fuerte oposición política, el DSM-III estuvo en serio riesgo de no ser aprobado por el Consejo de Administración de la APA a menos que "neurosis" se incluyera de alguna forma; como compromiso, se reintrodujo el término entre paréntesis tras la palabra "trastorno" en algunos casos. Además, el diagnóstico de homosexualidad egodistónica reemplazó la categoría del DSM-II de "trastorno de orientación sexual". El DSM-III también introdujo el diagnóstico de trastorno de identidad de género en la infancia (GIDC); antes de su publicación en 1980, no existían criterios diagnósticos para la disforia de género.
Publicado finalmente en 1980, el DSM-III incluyó 265 categorías diagnósticas y tenía 494 páginas. Se adoptó rápidamente a nivel internacional y ha sido calificado como una revolución o transformación en la psiquiatría.
Cuando se publicó el DSM-III, sus desarrolladores hicieron amplias afirmaciones sobre la fiabilidad del nuevo sistema diagnóstico, respaldadas por datos de ensayos de campo. Sin embargo, según un artículo de 1994 de Stuart A. Kirk:

Veinte años después de que el problema de la fiabilidad se convirtiera en el foco central del DSM-III, aún no existe un solo estudio multicéntrico que demuestre que el DSM (en cualquiera de sus versiones) se use rutinariamente con alta fiabilidad por clínicos de salud mental comunes. Tampoco hay evidencia creíble de que alguna versión del manual haya aumentado significativamente su fiabilidad con respecto a la versión anterior. Existen importantes problemas metodológicos que limitan la generalización de la mayoría de los estudios de fiabilidad. Cada estudio está condicionado por la formación y supervisión de los entrevistadores, su motivación y compromiso con la precisión diagnóstica, su experiencia previa, la homogeneidad del entorno clínico en cuanto a tipo de pacientes y tasas base, y el rigor metodológico alcanzado por los investigadores...

### DSM-III-R (1987)
En 1987, se publicó el DSM-III-R como una revisión del DSM-III, bajo la dirección de Spitzer. Se renombraron y reorganizaron categorías, con cambios significativos en los criterios. Se eliminaron seis categorías y se añadieron otras nuevas. Se consideraron diagnósticos controvertidos, como el trastorno disfórico premenstrual y el trastorno de personalidad autoderrotista, pero finalmente se descartaron. (El trastorno disfórico premenstrual fue reincorporado más adelante en el DSM-5, publicado en 2013). También se eliminó la categoría de "homosexualidad egodistónica", que pasó a integrarse en gran medida dentro de "trastorno sexual no especificado", que podía incluir "angustia persistente y marcada sobre la propia orientación sexual". En total, el DSM-III-R contenía 292 diagnósticos y tenía 567 páginas. Se hicieron más esfuerzos para que los diagnósticos fueran puramente descriptivos, aunque el texto introductorio indicaba que para ciertos trastornos, "en particular los Trastornos de Personalidad, los criterios requieren una mayor inferencia por parte del observador".[pág. xxiii]

### DSM-IV (1994)
En 1994 se publicó el DSM-IV, que enumeraba 410 trastornos en 886 páginas. El grupo de trabajo fue presidido por Allen Frances y supervisado por un comité directivo de veintisiete personas, incluyendo cuatro psicólogos. El comité directivo creó trece grupos de trabajo, cada uno compuesto por entre cinco y dieciséis miembros, con aproximadamente veinte asesores adicionales por grupo. Los grupos de trabajo llevaron a cabo un proceso de tres etapas: primero, cada grupo realizó una revisión exhaustiva de la literatura relacionada con sus diagnósticos; luego, solicitaron datos a investigadores y realizaron análisis para determinar qué criterios necesitaban cambios, con la instrucción de ser conservadores; finalmente, realizaron ensayos de campo multicéntricos para relacionar los diagnósticos con la práctica clínica.
Un cambio importante respecto a versiones anteriores fue la inclusión del criterio de significación clínica en casi la mitad de todas las categorías, lo que requería que los síntomas causaran "malestar clínicamente significativo o deterioro en lo social, laboral u otras áreas importantes del funcionamiento". Algunos diagnósticos de trastornos de la personalidad fueron eliminados o trasladados al apéndice.

#### Definiciones del DSM-IV
El DSM-IV caracteriza un trastorno mental como "un síndrome o patrón conductual o psicológico clínicamente significativo que ocurre en un individuo y que se asocia con malestar actual, discapacidad, o un riesgo significativamente aumentado de sufrir muerte, dolor, discapacidad o una importante pérdida de libertad". También señala que "aunque este manual proporciona una clasificación de los trastornos mentales, debe admitirse que ninguna definición especifica adecuadamente los límites precisos del concepto de ‘trastorno mental’".

#### Clasificación del DSM-IV
El DSM-IV es un sistema de clasificación categórica. Las categorías son prototipos, y se considera que un paciente presenta el trastorno si su cuadro clínico se aproxima lo suficiente al prototipo. El DSM-IV establece que "no se asume que cada categoría de trastorno mental sea una entidad completamente discreta con límites absolutos", pero los síntomas aislados, leves o que no cumplen criterios (no listados para un trastorno determinado) no tienen importancia diagnóstica. En ocasiones se usan calificadores, por ejemplo, para especificar formas leves, moderadas o graves de un trastorno. En casi la mitad de los trastornos, los síntomas deben causar "malestar clínicamente significativo o deterioro en lo social, laboral u otras áreas importantes del funcionamiento", aunque el DSM-IV-TR eliminó el criterio de malestar en los trastornos de tics y varias parafilias debido a su naturaleza egosintónica. Cada categoría de trastorno tiene un código numérico tomado del sistema de codificación CIE, utilizado para fines administrativos (incluidos seguros de salud).

#### Sistema multiaxial del DSM-IV
El DSM-IV se organizó en un sistema multiaxial de cinco partes:
1. Trastornos clínicos, o cualquier condición mental fuera del Eje II
2. Trastornos de la personalidad y lo que en ediciones del DSM anteriores al DSM-5 se denominaba "retraso mental"
3. Condiciones médicas que podrían afectar el trastorno de una persona o su tratamiento
4. Factores psicosociales y ambientales que afectan a la persona
5. Evaluación global del funcionamiento (GAF, por sus siglas en inglés), que era una puntuación numérica entre 0 y 100 que medía cuánto impactaban los síntomas psicológicos de una persona en su vida diaria

#### Libros fuente del DSM-IV
El DSM-IV no cita específicamente sus fuentes, pero existen cuatro volúmenes denominados sourcebooks (libros fuente) destinados a documentar el proceso de desarrollo de las directrices por parte de la APA y la evidencia de respaldo, incluyendo revisiones bibliográficas, análisis de datos y ensayos de campo. Se ha dicho que estos volúmenes proporcionan información importante sobre el carácter y la calidad de las decisiones que llevaron a la producción del DSM-IV, así como sobre la credibilidad científica de la clasificación psiquiátrica contemporánea.

### DSM-IV-TR (2000)
Una revisión textual del DSM-IV, titulada DSM-IV-TR, fue publicada en el año 2000. Las categorías diagnósticas no fueron modificadas, al igual que los criterios diagnósticos para todos los trastornos, excepto nueve. La mayor parte del texto se mantuvo sin cambios; sin embargo, los textos de dos trastornos —el trastorno generalizado del desarrollo no especificado y el trastorno de Asperger— presentaron cambios significativos o múltiples. La definición del primero fue revertida a la que se usaba en el DSM-III-R, y el texto del segundo fue prácticamente reescrito por completo. La mayoría de los demás cambios se aplicaron a las secciones de características asociadas, las cuales incluyen información adicional como hallazgos de laboratorio, datos demográficos, prevalencia y evolución del trastorno. Además, algunos códigos diagnósticos se modificaron para mantener la consistencia con la CIE-9-CM.

## DSM-5
El  Diagnostic and Statistical Manual of Mental Disorders, Fifth Edition (DSM-5) —en español: Manual diagnóstico y estadístico de los trastornos mentales (DSM-5)— es la quinta edición del Manual diagnóstico y estadístico de los trastornos mentales (DSM), publicada en 2013 por la Asociación Estadounidense de Psiquiatría (APA), y que representa una herramienta de clasificación y diagnóstico en psiquiatría. En 2022, la APA publicó una versión revisada (DSM-5-TR).
En los Estados Unidos, funge como la principal autoridad en el diagnóstico psiquiátrico. Por lo común, las recomendaciones terapéuticas y el pago de profesionales de salud están determinadas por las clasificaciones del DSM, de forma que la publicación de una nueva versión adquiere significación práctica. El DSM-5 fue publicado el 18 de mayo de 2013 y reemplazó al DSM-IV-TR, publicado en el 2000. En 1999 comenzó el desarrollo de la nueva versión y continuó con la formación de un grupo de trabajo en 2007, que generó y experimentó en campo una variedad de nuevas clasificaciones. Con respecto a la edición previa, no sufrió grandes modificaciones en múltiples aspectos. Sin embargo, sí hubo diferencias significativas. 
Entre ellas están la reconceptualización del síndrome de Asperger, que pasó a ser parte de los trastornos del espectro autista; la eliminación de los subtipos de la esquizofrenia; la supresión de la «exclusión del duelo» de los trastornos depresivos; el cambio de nombre de trastorno de identidad de género a disforia de género, junto con un plan terapéutico corregido; la adhesión del trastorno por atracón como un trastorno de la conducta alimentaria; el renombre y reconceptualización de parafilias a trastornos parafílicos; la remoción del sistema multiaxial, y la separación de trastornos no especificados en otra categoría en trastornos específicos y trastornos no especificados. También el DSM-5 es el primero en emplear en su título números arábigos en lugar de la numeración romana, además de ser la primera versión como «documento vivo».
Algunos expertos criticaron la edición tanto antes como después de su publicación formal. Sus críticas incluyen que muchas de las revisiones y adiciones en el DSM-5 carecen de apoyo empírico; que existe una reducida confiabilidad interjuez para muchos trastornos; que varias secciones contienen información confusa, contradictoria o mal redactada, y que la industria farmacéutica psiquiátrica influyó exageradamente en el contenido. Muchos de los integrantes de los grupos de trabajo que se encargaron de su elaboración tenían conflictos de interés, como relaciones con empresas farmacéuticas.

## Controversias y críticas
La Organización Mundial de la Salud (OMS) recomienda el uso del sistema internacional denominado CIE-10, acrónimo de la Clasificación Internacional de Enfermedades, décima versión, cuyo uso está generalizado en todo el mundo.
El MDE es el manual de diagnóstico de desórdenes mentales muy utilizado, pero también ha sido objeto de críticas por parte de detractores que alegan que encasilla y categoriza a las personas. Aunque es el sistema de diagnóstico más utilizado y asumido por los profesionales de la psicología clínica y los de la psiquiatría, también ha recibido críticas.

Algunos autores (como George Eman Vaillant) han criticado el DSM-IV con los siguientes argumentos:
- es reduccionista;
- no enfatiza la distinción entre estado y rasgo;
- es adinámico, y
- sacrifica la validez diagnóstica por la fiabilidad diagnóstica.

Allen Frances MD (Jefe de Grupo de Tareas del DSM-IV) ya ha criticado también con anterioridad el proceso del DSM-5 (por su innecesario secretismo, sus ambiciones riesgosas, sus métodos desorganizados y sus irreales fechas límite). Pero esta vez hizo algunas críticas sobre el primer borrador del DSM-5.
Néstor Braunstein critica "uno de los mayores obstáculos epistemológicos de la clasificación: el que la taxonomía botánica haya sido el modelo inspirador".
En esta línea, el Instituto Nacional de Salud Mental de los Estados Unidos (NIMH) decidió en 2013 abandonar la clasificación del DSM y no subvencionar investigaciones que siguieran sus categorías, proponiendo en su lugar el proyecto de Criterios de Dominio de Investigación (RDoC, por sus siglas en inglés: Resarch Domain Criteria).

### Limitaciones del sistema categorial
El principal inconveniente es que se trata de un sistema categorial, es decir, establece categorías que se supone que han de corresponder con trastornos, cuando en realidad, la mayoría de los trastornos mentales son dimensionales y no categóricos. De alguna manera, esto era advertido ya en la edición de 1994, cuando en la introducción se decía que no debía ser usado como un "recetario", y que el diagnóstico que se base en este manual ha de ser llevado a cabo por especialistas con amplia experiencia clínica, para evitar reduccionismos.

### Redacción deficiente e inconsistente
Quizás no debería causar sorpresa que un proceso defectuoso haya logrado un producto defectuoso. El problema más importante es la escritura deficiente e inconsistente. Se admitió que los primeros borradores del Grupo de Trabajo estaban escritos con imprecisión y con calidad variable, pero es sorprendente que el liderazgo del DSM-5 no haya podido editarlos con más claridad y consistencia. Sería un desperdicio de esfuerzo, tiempo y dinero llevar a cabo pruebas de campo antes de que los nuevos esquemas de criterios se revisen a fondo. La mala redacción también es indicio de un mal pronóstico, lo que sugiere que las secciones de texto del DSM-5 para los diversos trastornos podrían llegar a ser inconsistentes, tener calidad variable y ser incoherentes.[cita requerida]

### Tasas más altas de trastornos mentales
En términos de contenido, son más preocupantes las muchas sugerencias que el DSM-5 podría dramáticamente incrementar las tasas de trastornos mentales. Esto aparece de dos maneras: Nuevos diagnósticos que podrían ser extremadamente comunes en la población general (especialmente después del marketing de una siempre alerta industria farmacéutica). 

### Umbrales diagnósticos más bajos para muchos desórdenes existentes
El DSM5 podría crear decenas de millones de nuevos mal identificados pacientes “falsos positivos” exacerbando así, en alto grado, los problemas causados por un ya demasiado inclusivo DSM-IV. Habría excesivos tratamientos masivos con medicaciones innecesarias, caras, y a menudo bastante dañinas. 

El DSM-5 aparece promoviendo lo que más hemos temido: 
la inclusión de muchas variantes normales bajo la rúbrica de enfermedad mental, con el resultado de que el concepto central de “trastorno mental” resulta enormemente indeterminado.

### Consecuencias imprevistas
Una tercera debilidad generalizada en las opciones del DSM-5 es su insensibilidad al posible mal uso como parámetros forenses. Los miembros del Grupo de Trabajo no pueden esperar anticipar las variadas formas en que los abogados intentarán retorcer sus buenas intenciones, pero es incumbencia del liderazgo del DSM-5 establecer una revisión funcional forense a fondo, que pudiera identificar las muchas probables instancias de proposiciones con importantes implicaciones forenses (por ejemplo, la expansión de pedofilia para incluir la atracción hacia adolescentes). La restricciones de espacio (tanto como mis propios puntos ciegos y limitaciones en mi saber), hace de ésta una supervisión limitada, tanto en el número de revisiones que discuto, como en la profundidad posible de discusión en cada una.

### Alta prevalencia de comorbilidades
Esto lleva a preguntarse si realmente son válidas las categorías independientes, o hay dimensiones subyacentes que hacen que determinados trastornos se asocien mayoritariamente con otros, lo cual no puede ser clarificado por el tipo de metodología que utiliza este manual.

## Edición en español
- American Psychiatric Association (2023). DSM-5-TR® Manual Diagnóstico y Estadístico de los Trastornos Mentales. Texto revisado 2023. Editorial Médica Panamericana. ISBN 9788411060721.
- American Psychiatric Association (2014). DSM-5. Manual diagnóstico y estadístico de los trastornos mentales. Editorial Médica Panamericana. ISBN 9788498358100.